# توکای گلوسیاه
توکای گلوسیاه (نام علمی: Turdus atrogularis) نام یک گونه از سرده توکای حقیقی است.